# Dicianoacetilén
A dicianoacetilén, más néven szén-szubnitrid vagy but-2-indinitril (IUPAC) a szén és nitrogén egyik vegyülete, képlete C4N2. Molekulája lineáris N≡C−C≡C−C≡N szerkezetű (gyakran NC4N-ként rövidítik), váltakozva háromszoros és egyszeres kovalens kötéseket tartalmaz. Olyan acetilénnek tekinthető, amelynek két hidrogénatomja cianid (nitril) csoportra lett kicserélve.
A dicianoacetilén szobahőmérsékleten átlátszó folyadék. Nagy endoterm képződéshője miatt robbanásra képes, melynek során szénpor és nitrogén gáz keletkezik. Oxigénben fényes kékesfehér lánggal ég, melynek hőmérséklete 5260 K (4990 °C, 9010 °F), ami a Guinness Rekordok Könyve szerint a kémiai anyagok lángja közül a legmagasabb hőmérsékletű.

## Szintézise
A vegyületet C. Monrew és J. C. Bongrand állította elő acetilén-dikarboxilamidból történő vízeliminációval:
NH2−CO−C≡C−CO−NH2 → C4N2 +2 H2O
Dicianoacetilén előállítható nitrogéngáz 2673–3000 K közötti hőmérsékletre hevített grafit feletti 

## Szerves kémiai reagens
A dicianoacetilén erős dienofil, mivel a cianidcsoportok erősen elektronszívó hatásúak, ezért hasznos reagens nem reaktív diénekkel végzendő Diels–Alder-reakcióban. A dicianoacetilén még az aromás durolra (1,2,4,5-tetrametilbenzol) is addícionálódik szubsztituált biciklooktatrién képződése közben. Csak a legreakcióképesebb dienofilek támadják meg az aromás vegyületeket.

## A világűrben
Szilárd dicianoacetilén jelenlétét kimutatták a Titán légkörében infravörös spektroszkópia segítségével. Ahogy változnak az évszakok a Titánon, a vegyület periodikusan lecsapódik majd újra elpárolog, így lehetséges a Titán meteorológiájának Földről történő tanulmányozása.
2006-ban a dicianoacetilén csillagközi anyagban történő kimutatása még nem megoldott, mert szimmetriája miatt a molekulának nincs mikrohullámú forgási spektruma. Ugyanakkor hasonló, de aszimmetrikus molekulák, például cianoacetilén jelenlétét igazolták, ezért feltételezik, hogy dicianoacetilén is található ezekben a régiókban.

## Lásd még
- Dicián, N≡C−C≡N
- Diacetilén, H−C≡C−C≡C−H
- Cianopoliin

## Fordítás
- Ez a szócikk részben vagy egészben a Dicyanoacetylene című angol Wikipédia-szócikk ezen változatának fordításán alapul.  Az eredeti cikk szerkesztőit annak laptörténete sorolja fel. Ez a jelzés csupán a megfogalmazás eredetét és a szerzői jogokat jelzi, nem szolgál a cikkben szereplő információk forrásmegjelöléseként.